# National Geographic Deutschland
National Geographic Deutschland ist eine populärwissenschaftliche Zeitschrift, die seit 1999 in Deutschland erscheint. Gruner + Jahr erwarb hierfür eine Lizenz von der National Geographic Society und gab die Zeitschrift über G+J NG Media heraus, an der ab 2016 Gruner + Jahr und das Verlagshaus GeraNova Bruckmann mit jeweils 50 Prozent beteiligt waren. Zum 1. Januar 2020 übernahm das Verlagshaus GeraNova Bruckmann die Lizenz von Gruner + Jahr. Im Zuge dessen wurde der Redaktionssitz von Hamburg nach München verlegt.

## Inhalte
Unter dem Motto Inspiring people to care about the planet (frei übersetzt: „Menschen dafür begeistern, sich für den Planeten zu interessieren“) berichtet National Geographic Deutschland über ferne Länder, Natur und Kultur, über astronomische, geschichtliche und archäologische Themen, über Klimawandel und Nachhaltigkeit. Das deutsche Magazin umfasst neben den übersetzten Reportagen aus der US-amerikanischen Ausgabe kurze Artikel der deutschen Redaktion und seit 2005 auch eigene Reportagen. Einige dieser Beiträge sowie aktuelle Themen werden neben der Print-Ausgabe auch auf der Website veröffentlicht.

## Personen
Chefredakteur von National Geographic Deutschland war von 1999 bis 2009 Klaus Liedtke und von 2009 bis 2014 Erwin Brunner. Von Juni 2014 bis April 2018 besetzte Florian Gless den Chefredakteurposten und war parallel dazu ab Oktober 2014 auch Chefredakteur des P.M. Magazins. Von April 2018 bis Dezember 2019 war Jens Schröder Chefredakteur von National Geographic Deutschland und dem P.M. Magazin. Nach der Übernahme der Zeitschrift durch das Verlagshaus GeraNova Bruckmann im Januar 2020 wurde Werner Siefer Chefredakteur der Zeitschrift.
Die Redaktion wird in Deutschland durch einen wissenschaftlichen Beirat unterstützt; dazu gehören (Stand Juli 2014):
Karen Kjær Gunn (Medien), Sandra Knapp (Botanik), Jan Niejman (Geografie), Chris Scarre (Archäologie), Birger Schmitz (Geologie), Lars Werdelin (Paläontologie), Martin Wikelski (Direktor des Max-Planck-Instituts für Ornithologie; Professor am Lehrstuhl für Ornithologie an der Universität Konstanz; Gastdozent am Fachbereich für Ökologie und Evolutionsbiologie an der Princeton University) (Biologie), Manfred Niekisch (Leiter des Zoos Frankfurt; Professor für Internationalen Naturschutz an der Goethe-Universität Frankfurt) (Umweltschutz).
Ehemalige Mitglieder des Beirates sind unter anderem
- Hans Rudolf Bork: Professor am Ökologie-Zentrum der Christian-Albrechts-Universität zu Kiel
- Claudia Kemfert: Leiterin der Abteilung „Energie, Verkehr, Umwelt“ am Deutschen Institut für Wirtschaftsforschung Berlin und Professorin für Energieökonomie und Nachhaltigkeit an der Hertie School of Governance in Berlin
- Hermann Parzinger: Präsident der Stiftung Preußischer Kulturbesitz
- Stefan Rahmstorf: Professor für Physik der Ozeane an der Universität Potsdam; Mitglied im Wissenschaftlichen Beirat Globale Umweltveränderungen und in der Academia Europaea; Honorary Fellow der University of Wales, Fellow der American Geophysical Union
- Reinhold Messner: ehemaliger Extrem-Bergsteiger

## Auflage
National Geographic Deutschland hat eine monatliche Auflage von knapp 85.000 Exemplaren (Stand 2021).
Die verkaufte Auflage ist seit 2000 um 76,3 Prozent gesunken. und liegt 2021 bei 68.858 Exemplare. Das entspricht einem Rückgang von 221.940 Stück in den letzten 20 Jahren. Der Anteil der Abonnements an der verkauften Auflage liegt bei 63,4 Prozent.
| 1998 | 1999 | 2000   | 2001   | 2002   | 2003   | 2004   | 2005   | 2006   | 2007   | 2008   | 2009   | 2010   | 2011   | 2012   | 2013   | 2014   | 2015   | 2016   | 2017   | 2018   | 2019  | 2020  | 2021  | 2022  | 2023  | 2024  |
| ---- | ---- | ------ | ------ | ------ | ------ | ------ | ------ | ------ | ------ | ------ | ------ | ------ | ------ | ------ | ------ | ------ | ------ | ------ | ------ | ------ | ----- | ----- | ----- | ----- | ----- | ----- |
|      |      | 290798 | 258046 | 278517 | 274849 | 270673 | 243222 | 238898 | 215256 | 208928 | 188753 | 178927 | 177183 | 173522 | 156051 | 152950 | 147826 | 128391 | 116636 | 115466 | 96909 | 97404 | 84543 | 79901 | 99649 | 68858 |

| 1998 | 1999 | 2000   | 2001   | 2002   | 2003   | 2004   | 2005   | 2006   | 2007   | 2008   | 2009   | 2010   | 2011   | 2012  | 2013  | 2014  | 2015  | 2016  | 2017  | 2018  | 2019  | 2020  | 2021  | 2022  | 2023  | 2024  |
| ---- | ---- | ------ | ------ | ------ | ------ | ------ | ------ | ------ | ------ | ------ | ------ | ------ | ------ | ----- | ----- | ----- | ----- | ----- | ----- | ----- | ----- | ----- | ----- | ----- | ----- | ----- |
|      |      | 147235 | 157872 | 159869 | 157789 | 152301 | 143206 | 136926 | 126810 | 123281 | 111814 | 107050 | 102132 | 98428 | 94669 | 94855 | 87627 | 82862 | 75763 | 72248 | 65155 | 59797 | 56978 | 52017 | 49028 | 43685 |

Die monatliche Auflage der englischsprachige Ausgabe von National Geographic liegt 2021 bei etwa 2 Millionen.

## Marke „National Geographic“
National Geographic umfasst in Deutschland neben dem gedruckten Magazin und dem Internetauftritt weitere Angebote:
- National Geographic Collectors Edition: Die Bookazine-Reihe widmet sich seit 2004 ausgewählten Themen in einem Sonderheft.
- National Geographic Kids (bis Mitte 2012 National Geographic World): Das deutsch-englische Kinder- und Jugendmagazin von National Geographic richtet sich seit 2003 an junge Leser bis 14 Jahre. Das zweisprachige Heft erschien zehnmal jährlich und war inklusive Hörbuch für 5,30 Euro im Handel erhältlich.[14] Ab 2014 erschien National Geographic Kids als einsprachige Zeitschrift zehnmal jährlich mit Postern und Heftbeigabe zum Preis von 4,20 Euro bei Panini-Comics.[15][16] Seit 2019 erscheint das Magazin bei Blue Ocean Entertainment, der Burda-Tochter für Kindermedien.[17]
- NG Buchverlag GmbH: Seit April 2016 arbeitet National Geographic Deutschland gemeinsam mit dem Verlagshaus GeraNova Bruckmann in der gemeinsamen NG Buchverlag GmbH zusammen. Der Buchverlag umfasst mehr als 600 Titel – von Bildbänden über Reiseführer bis hin zu Sach- und Geschichtsbüchern.[18]
- Online-Fotocommunity: Die Fotocommunity bietet Hobby-Fotografen die Möglichkeit, eigene Aufnahmen mit anderen Community-Mitgliedern zu teilen. Zudem informiert die Seite über Foto-Wettbewerbe die National Geographic durchführt. Auch Ausstellungen und Live-Multivisionsshows werden von National Geographic initiiert.[19]
- National Geographic Channel: Seit 2004 sendet er im deutschsprachigen TV. Weltweit wird das Programm des Senders in 153 Länder und 27 Sprachen ausgestrahlt.

## Bildbände
- Reuel Golden (Hrsg.): National Geographic. In 125 Jahren um die Welt. 3 Bände. Taschen Verlag, Köln 2014, ISBN 978-3-8365-5034-5.